# Farfarikulac
Farfarikulac, nenaseljeni otočić u zaljevu Telašćica na Dugom otoku, najvećem otoku zadarskog arhipelaga i svih sjevernodalmatinskih otoka, kao sastavnog dijela sjeveroistočne, hrvatske obale Jadranskog mora.
Njegova površina iznosi oko 4.500 m², odnosno 0,0045 km². Ovalnog je oblika i pošumljen (najviše borovima), ima kamenitu obalu, a na njegovom sjeveroistočnom dijelu nalazi se manji stambeni objekt. U privatnom je vlasništvu.
Ime je dobio po farfarikuli ili kosteli, listopadnom stablu iz porodice brijestovki, čije su jedinke nekad pretežno rasle na njemu. To stablo ima još niz drugih narodnih imena, ovisno o tome na kojoj se lokaciji nalazi (na primjer crna košćela, koprivić, kostanjula, ladonja, bobica i dr.), a može narasti do 25 metara visine. Danas tamo pretežno rastu borovi.
Farfarikulac je jedan od nekoliko otočića i hridi, koji se nalaze u Telašćici, među kojima su, promatrano od ulaza u zaljev, redom Korotan, Galijola, Gozdenjak, Farfarikulac, Gornji Školj i Donji Školj, od kojih su potonja dva najveći. 

## Vanjske poveznice
- Površina otoka je oko 4500 m²
- Ime otočića dolazi od farfarikule ili kostele, vrste drveta koja je ranije rasla na njemu, ali je s vremenom nestala i zamijenjena je borovima[neaktivna poveznica]
- Fafarikula ili kostela – listopadno drvo iz porodice brijestova